# Metropolitano de Los Angeles
O Metro de Los Angeles (em inglês:  Los Angeles County Metro Rail), é um sistema que opera dois sistemas de transportes urbanos distintos, um de metro ligeiro e outro de subterrâneo.

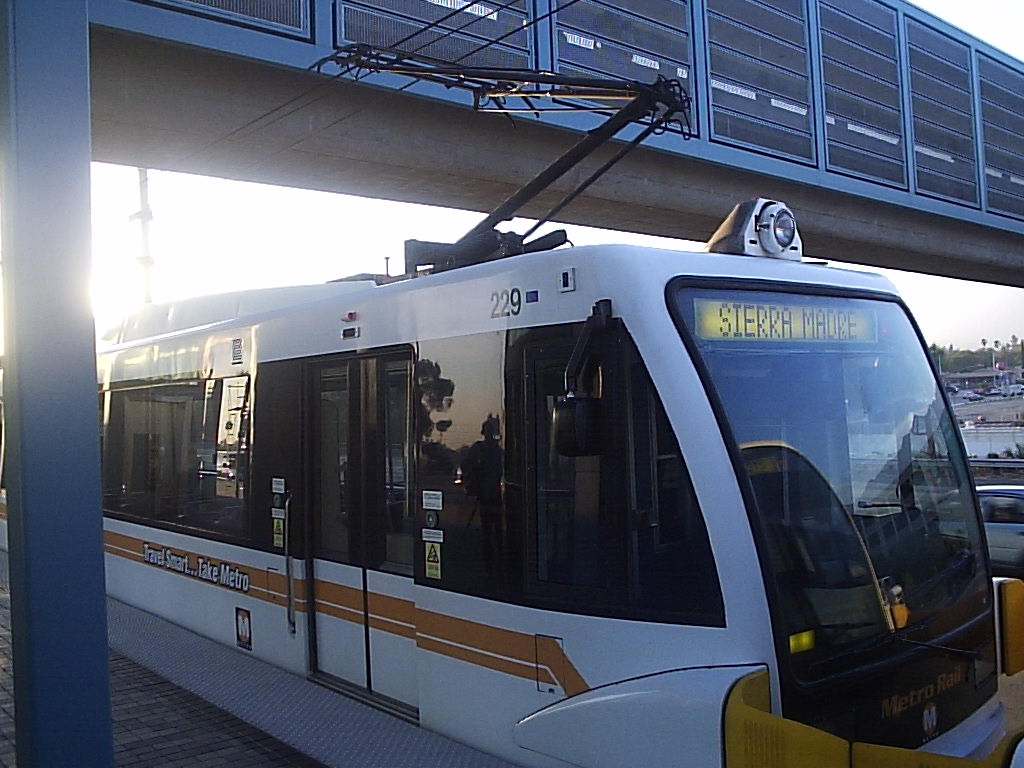
"LA Metro Train"

Com um movimento de mais de 300.000 passageiros transportados por dia, o sistema atende a cidade norte-americana de Los Angeles, California.